# Sunne tingsrätt
Sunne tingsrätt var en tingsrätt i Värmlands län. Domsagan omfattade vid upplösningen kommunerna Hagfors, Munkfors, Sunne och Torsby. Tingsrätten och dess domsaga ingick i domkretsen för Hovrätten för Västra Sverige. Tingsrätten hade kansli i Sunne. År 2005 upplöstes tingsrätten varvid rätten och domsagan uppgick i Värmlands tingsrätt och domsaga.

## Administrativ historik
Vid tingsrättsreformen 1971 bildades denna tingsrätt i Sunne från häradsrätterna för Fryksdals tingslag och Älvdals och Nyeds tingslag. Domkretsen bildades av Fryksdals tingslag, Munkfors köping  och delen av Älvdals och Nyeds tingslag som ingick i Torsby kommun och Hagfors kommun. 1971 omfattade domsagan kommunerna  Hagfors, Munkfors, Sunne och Torsby kommuner.   Tingsplatser var inledningsmässigt Sunne, Råda och Sysslebäck.
Tingsrätten upplöstes 7 februari 2005 då rätten och domsagan uppgick i Värmlands tingsrätt och dess domsaga.

## Lagmän
- 1971–1978: Carl Johan Johansen
- 1979–1994: Sven Torsten Edvin Eliasson
- 1994–2005: Jan Rebane